# Corrado Varesco
Corrado Varesco (Tesero, 18 novembre 1938) è un ex biatleta e fondista italiano.

## Biografia
Nato nel 1938 a Tesero, in Trentino, nel 1969, 1971 e 1973 ha preso parte ai Mondiali di biathlon, sempre nell'individuale. A Zakopane 1969 è arrivato 32º, a Hämeenlinna 1971 31º, a Lake Placid 1973, invece, 29º.
A 33 anni ha partecipato ai Giochi olimpici di Sapporo 1972, nel biathlon, chiudendo 10º nella staffetta con il tempo di 1h59'47"62 insieme a Giovanni Astegiano, Willy Bertin e Lino Jordan.
Ai campionati italiani di biathlon ha vinto 1 argento (1969) nell'individuale e 1 oro (1973) nell'individuale grosso calibro, 1 bronzo (1970) nella staffetta piccolo calibro,  mentre a quelli di sci di fondo un argento nella 50 km (1967) e 1 argento nella 30 km (1969). Un oro nella staffetta 3 × 10 km (1961), un bronzo nella staffetta 3 × 10 km (1967), un bronzo nella staffetta 3 × 10 km (1969).